# گورهای توده سنگی کوه دو زاغون
گورهای توده سنگی کوه دو زاغون مربوط به دوره اشکانیان - دوره ساسانیان است و در شهرستان خرم بید، بخش مشهد مرغاب، شهر قادر آباد، کوه‌های شرق دشت احمد بیگی قادر آباد، کوه دو زاغون واقع شده و این اثر در تاریخ ۱۸ شهریور ۱۳۸۷ با شمارهٔ ثبت ۲۳۳۷۰ به‌عنوان یکی از آثار ملی ایران به ثبت رسیده است.